# چیتاب
چیتاب از شهرهای در ایران است. این شهر مرکز بخش کبگیان در شهرستان بویراحمد در استان کهگیلویه و بویراحمد است.
چیتاب در سال ۱۳۸۷ خورشیدی به شهر ارتقاء یافت. چیتاب در ۳۸ کیلومتری شهر یاسوج واقع شده و یکی از پرجمعیت‌ترین و قدیمی‌ترین مراکز اسکان‌یافته در این استان است.
طایفهٔ عباسی که در چیتاب زندگی می‌کنند یکی از چهل طایفهٔ ایل بویراحمدی است.
تپه و محوطه‌ای باستانی در ۱۰ کیلومتری غرب بخش چیتاب (ضلع جنوبی جاده چیتاب به دم‌چنار) قرار دارد.
رودخانه چیتاب که به کبگیان معروف است دارای دریاچه‌های کوچک و درخت‌های بلند چنار و بید است.